# 麻石镇
麻石镇，是中华人民共和国四川省巴中市通江县下辖的一个乡镇级行政单位。2020年5月，撤销云昙乡，将原云昙乡和原三合乡清水池村、马三垭村、黑岩坪村、虎台溪村所属行政区域划归麻石镇管辖。

## 行政区划
麻石镇下辖以下地区：
麻石街道社区、黄梁坎村、乱石子村、高石梯村、瓦尖山村、双柏树村、金钢寺村、土顶子村、簸箕石村和长河坝村。